# Leichtathletik-Weltmeisterschaften 2017/1500 m der Frauen

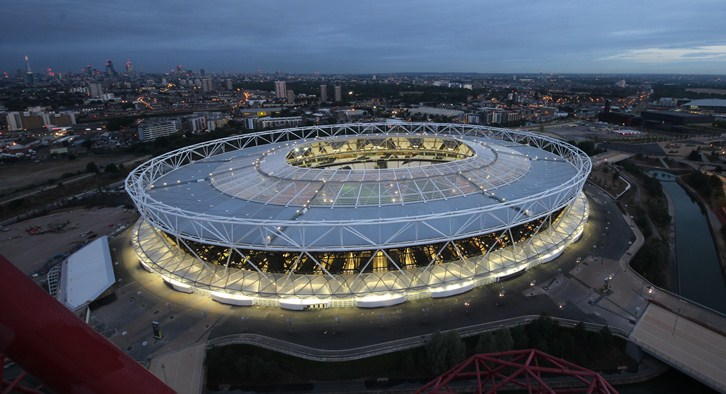
Das Olympiastadion London im Jahr 2017

Der 1500-Meter-Lauf der Frauen bei den Leichtathletik-Weltmeisterschaften 2017 wurde am 4., 5. und 7. August 2017 im Olympiastadion der britischen Hauptstadt London ausgetragen.
Es siegte die kenianische Vizeweltmeisterin von 2015 und aktuelle Olympiasiegerin Faith Kipyegon.

Wie schon bei den Weltmeisterschaften 2013 belegte die US-amerikanische Weltmeisterin von 2011 und Olympiadritte von 2016 Jenny Simpson den zweiten Platz.

Bronze ging an die südafrikanische Afrikameisterin von 2016 Caster Semenya, die ihre großen Erfolge als 800-Meter-Läuferin feiern durfte. Auf dieser Distanz war sie zweifache Olympiasiegerin (2012/2016), zweifache Weltmeisterin (2009/2011) und Afrikameisterin von 2016. Außerdem war sie 2016 auch Afrikameisterin mit der 4-mal-400-Meter-Staffel ihres Landes. Hier in London wurde sie über 800 Meter sechs Tage später zum dritten Mal Weltmeisterin.

## Bestehende Rekorde
| Weltrekord               | Genzebe Dibaba     | 3:50,07 min | Monaco                              | 17. Juli 2015   |
| Weltmeisterschaftsrekord | Tatjana Tomaschowa | 3:58,52 min | WM in Paris/Saint-Denis, Frankreich | 31. August 2003 |

Der bestehende WM-Rekord wurde bei diesen Weltmeisterschaften nicht eingestellt und nicht verbessert.

## Vorläufe
Aus den drei Vorläufen qualifizierten sich die jeweils sechs Ersten jedes Laufes – hellblau unterlegt – und zusätzlich die sechs Zeitschnellsten – hellgrün unterlegt –  für das Halbfinale.

### Lauf 1

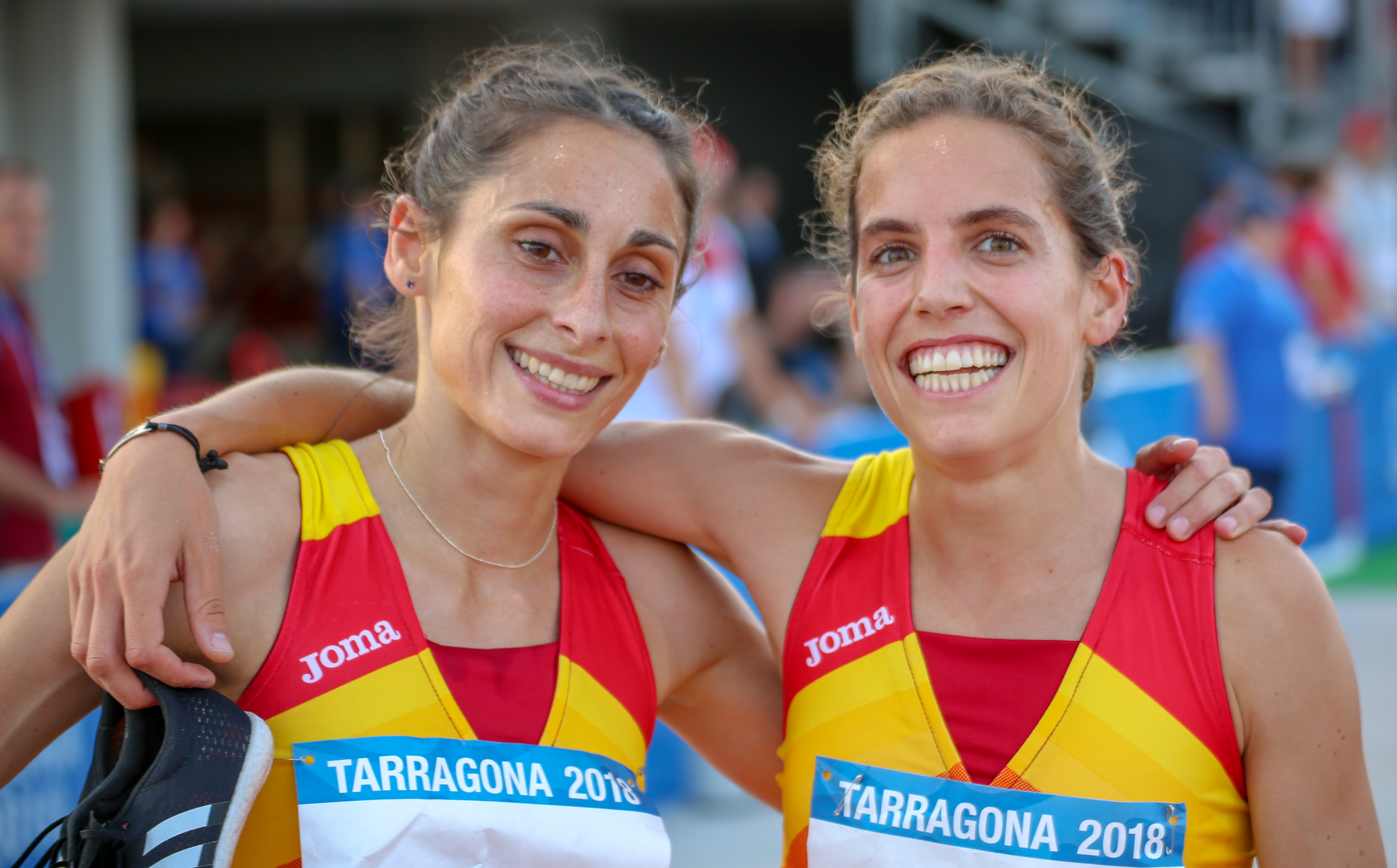
Hier zu sehen die beiden Spanierinnen Solange Pereira (links) und Marta Perez – Pereira qualifizierte sich für das Halbfinale, während Perez im ersten Vorlauf als Elfte in 4:05,82 ausschied
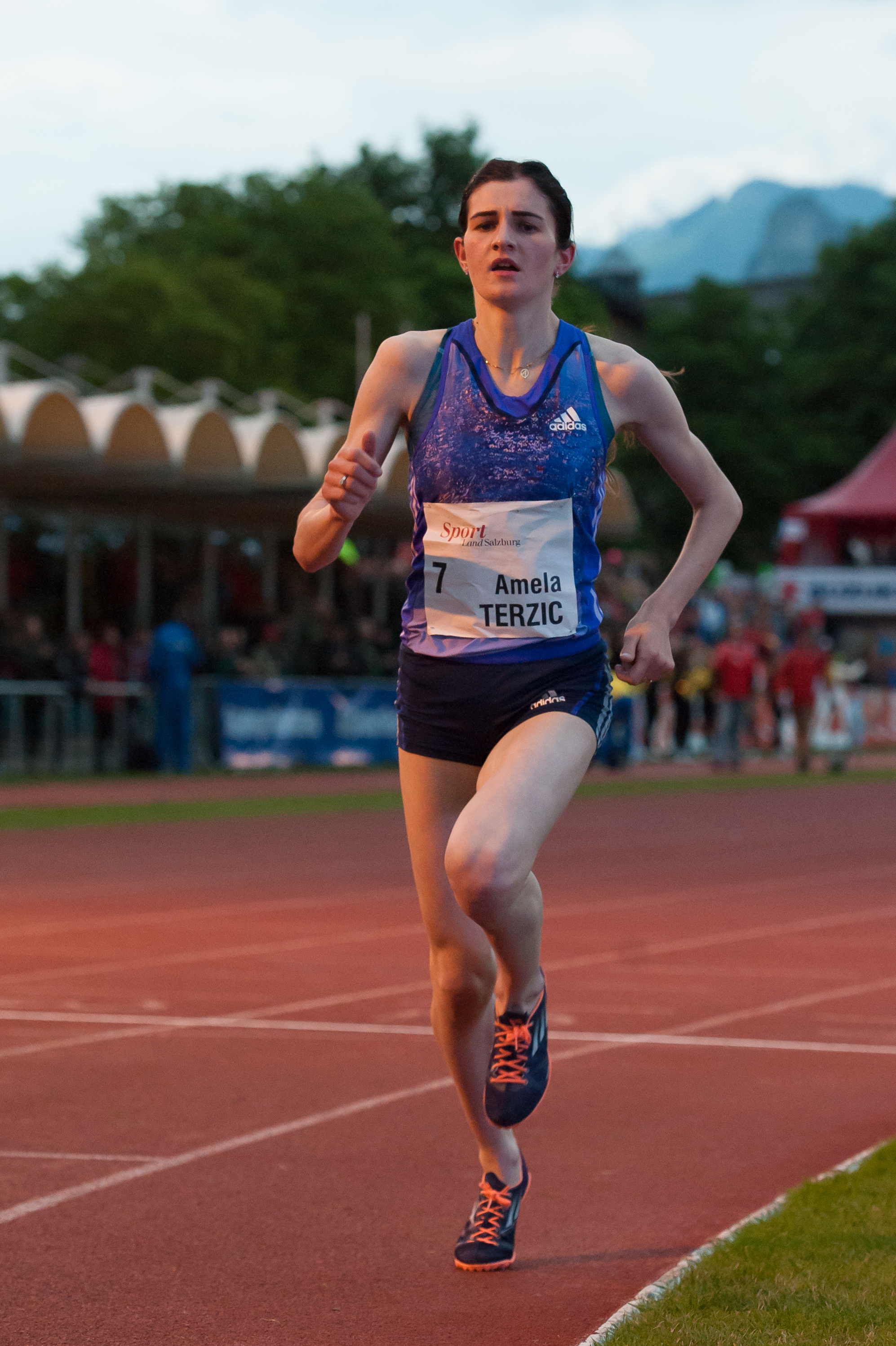
Amela Terzić – ausgeschieden als Zwölfte in 4:08,55 min
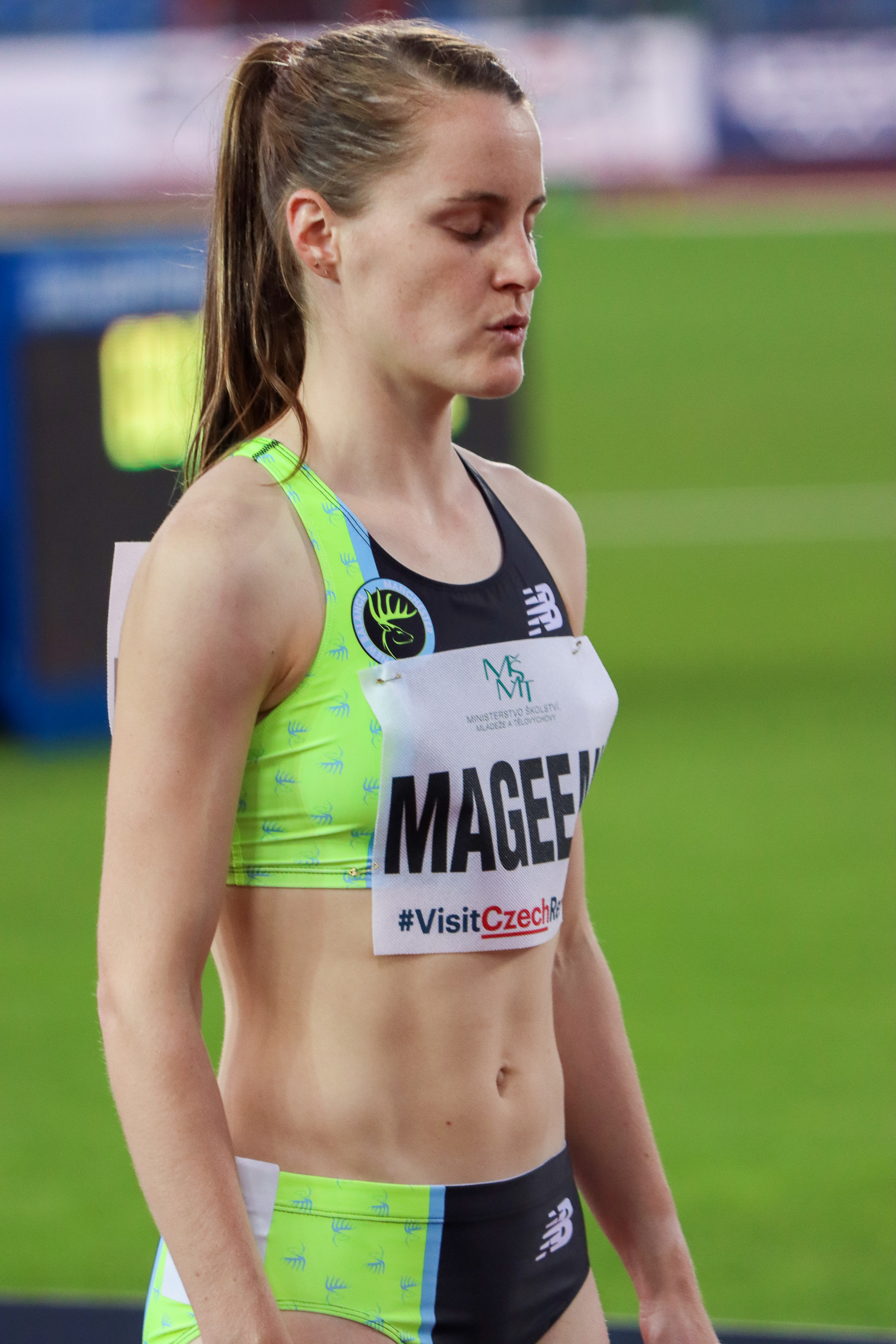
Ciara Mageean – ausgeschieden als Dreizehnte in 4:10,60 min

4. August 2017, August 2017 19:35 Uhr Ortszeit (20:35 Uhr MESZ)
| Platz | Name              | Land           | Zeit (min) |
| ----- | ----------------- | -------------- | ---------- |
| 1     | Genzebe Dibaba    | Äthiopien      | 4:02,67    |
| 2     | Caster Semenya    | Südafrika      | 4:02,84 SB |
| 3     | Winny Chebet      | Kenia          | 4:03,19    |
| 4     | Angelika Cichocka | Polen          | 4:03,27    |
| 5     | Rababe Arafi      | Marokko        | 4:03,67    |
| 6     | Jessica Judd      | Großbritannien | 4:03,73 PB |
| 7     | Kate Grace        | USA            | 4:04,76    |
| 8     | Nicole Sifuentes  | Kanada         | 4:05,24 SB |
| 9     | Zoe Buckman       | Australien     | 4:05,44    |
| 10    | Fantu Worku       | Äthiopien      | 4:05,81    |
| 11    | Marta Pérez       | Spanien        | 4:05,82    |
| 12    | Amela Terzić      | Serbien        | 4:08,55    |
| 13    | Ciara Mageean     | Irland         | 4:10,60    |
| DNF   | Simona Vrzalová   | Tschechien     |            |

### Lauf 2
4. August 2017, August 2017 19:48 Uhr Ortszeit (20:48 Uhr MESZ)
| Platz | Name                      | Land           | Zeit (min) |
| ----- | ------------------------- | -------------- | ---------- |
| 1     | Sifan Hassan              | Niederlande    | 4:08,89    |
| 2     | Jenny Simpson             | USA            | 4:08,92    |
| 3     | Gudaf Tsegay              | Äthiopien      | 4:08,96    |
| 4     | Laura Muir                | Großbritannien | 4:08,97    |
| 5     | Malika Akkaoui            | Marokko        | 4:09,05    |
| 6     | Hanna Klein               | Deutschland    | 4:09,32    |
| 7     | Karoline Bjerkeli Grøvdal | Norwegen       | 4:09,56    |
| 8     | Marta Pen                 | Portugal       | 4:10,22    |
| 9     | Linden Hall               | Australien     | 4:10,51    |
| 10    | Claudia Bobocea           | Rumänien       | 4:11,20    |
| 11    | Meryem Akdağ              | Türkei         | 4:12,51    |
| 12    | Sheila Reid               | Kanada         | 4:13,12    |
| 13    | Judy Kiyeng               | Kenia          | 4:13,65    |
| 14    | Ester Chebet              | Uganda         | 4:14,12    |
| 15    | Eliane Saholinirina       | Madagaskar     | 4:23,56 SB |

Im zweiten Halbfinale ausgeschiedene Läuferinnen:

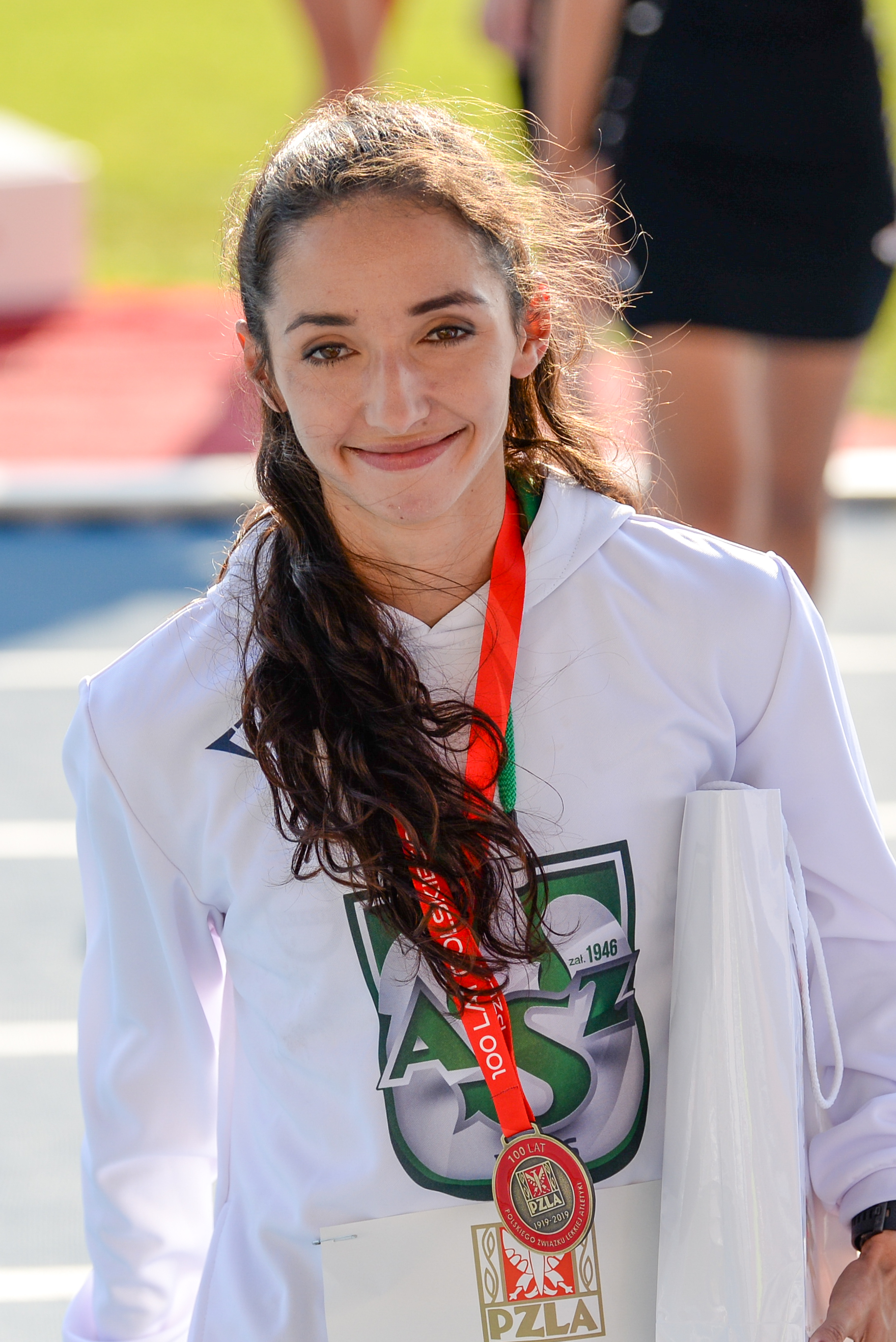
Sofia Ennaoui Rang sechs in 4:05,80 min
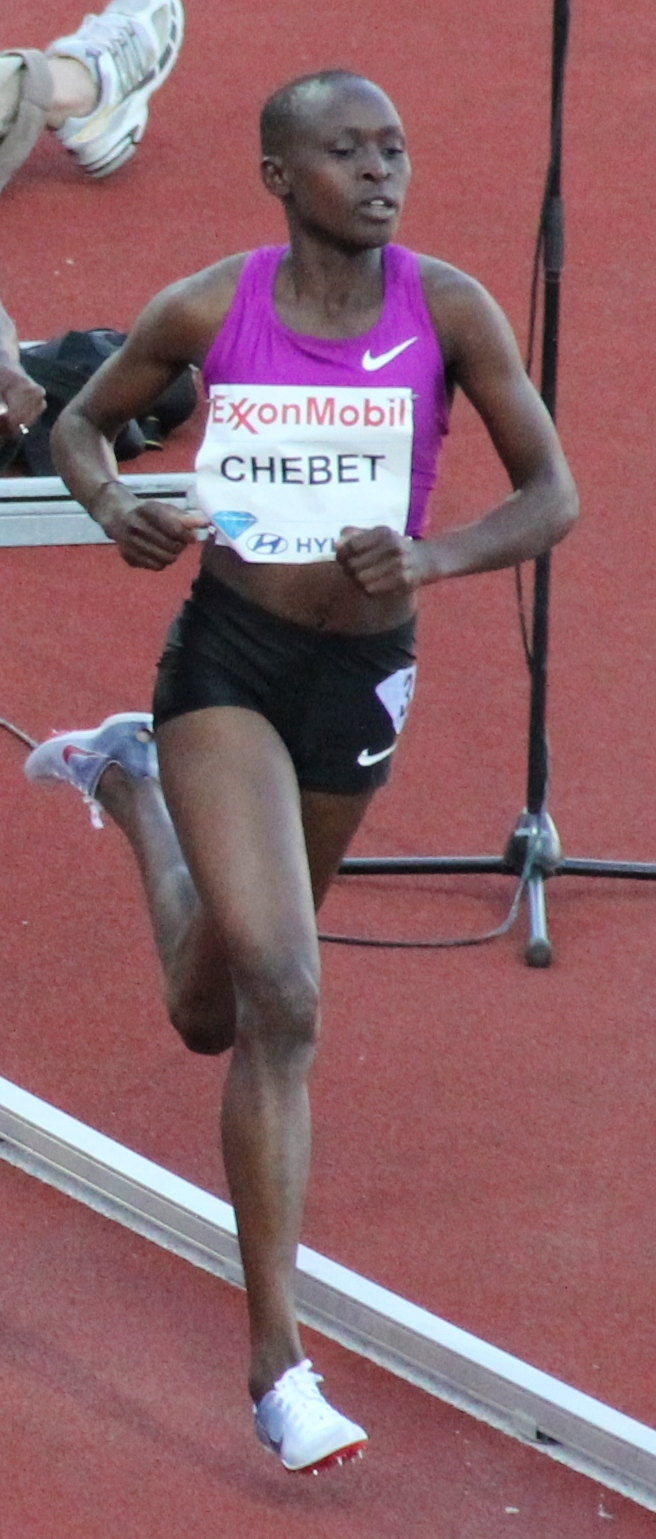
Winny Chebet Rang sieben in 4:06,29 min
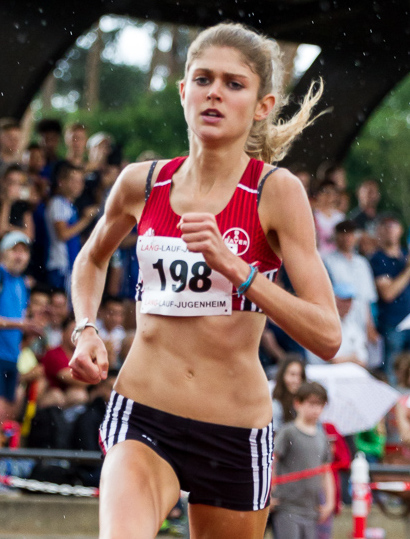
Konstanze Klosterhalfen Rang acht in 4:06,58 min, nachdem sie versucht hatte, die Qualifikation von der Spitze her zu schaffen
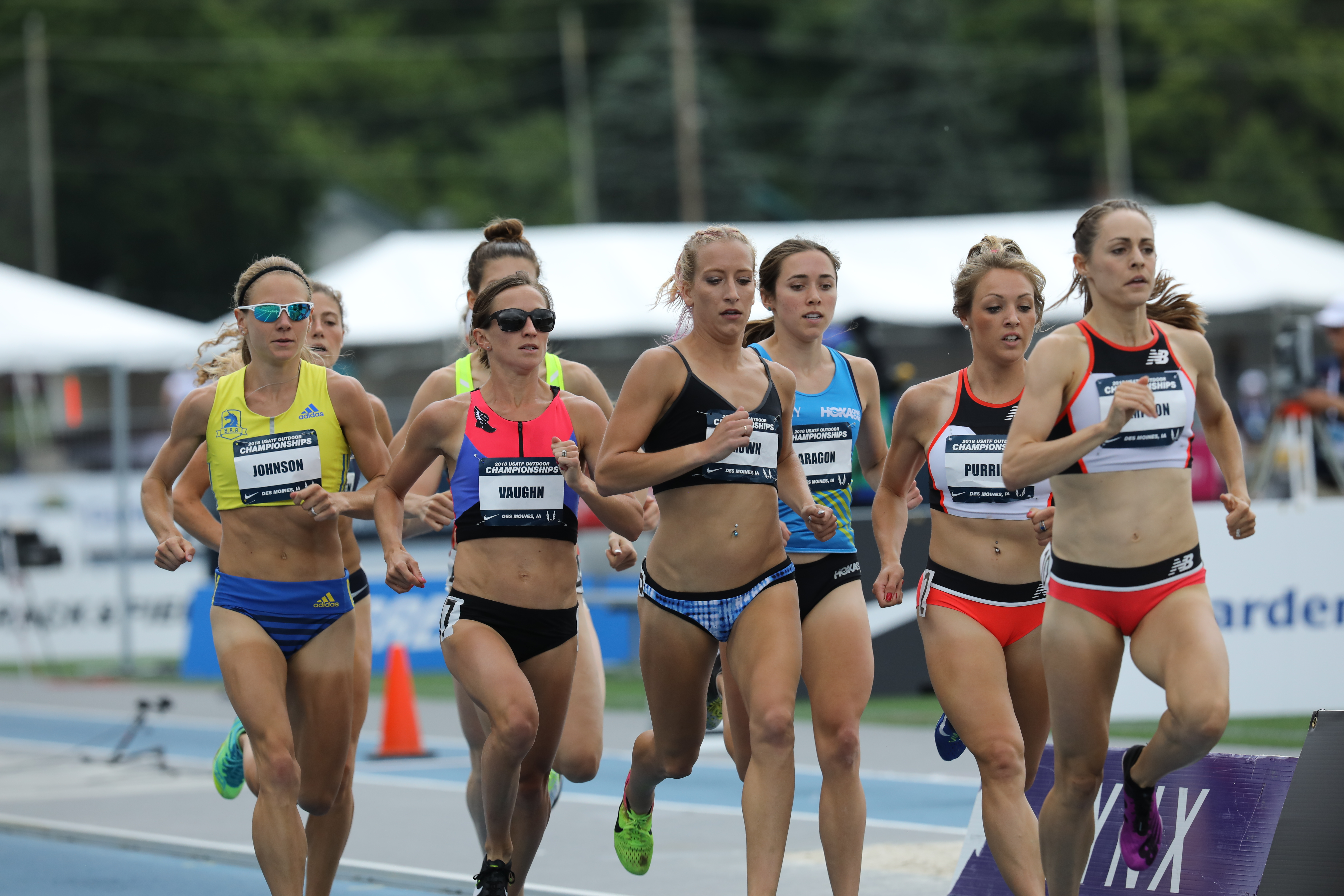
Sara Vaughn (rot-blaues Trikot, dunkle Sonnenbrille) Rang zehn in 4:06,83 min

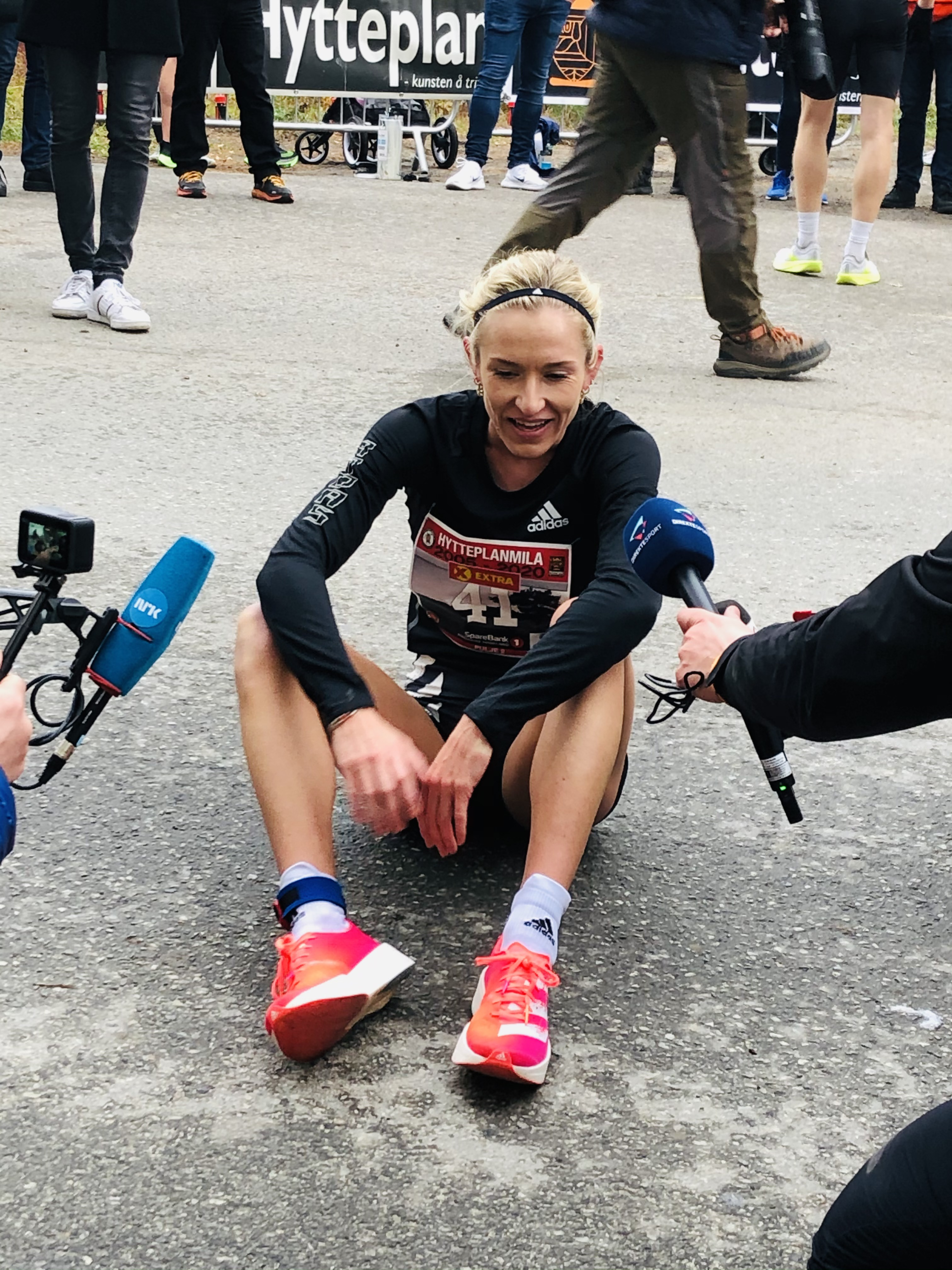
Karoline Bjerkeli Grøvdal Rang sieben in 4:09,56 min
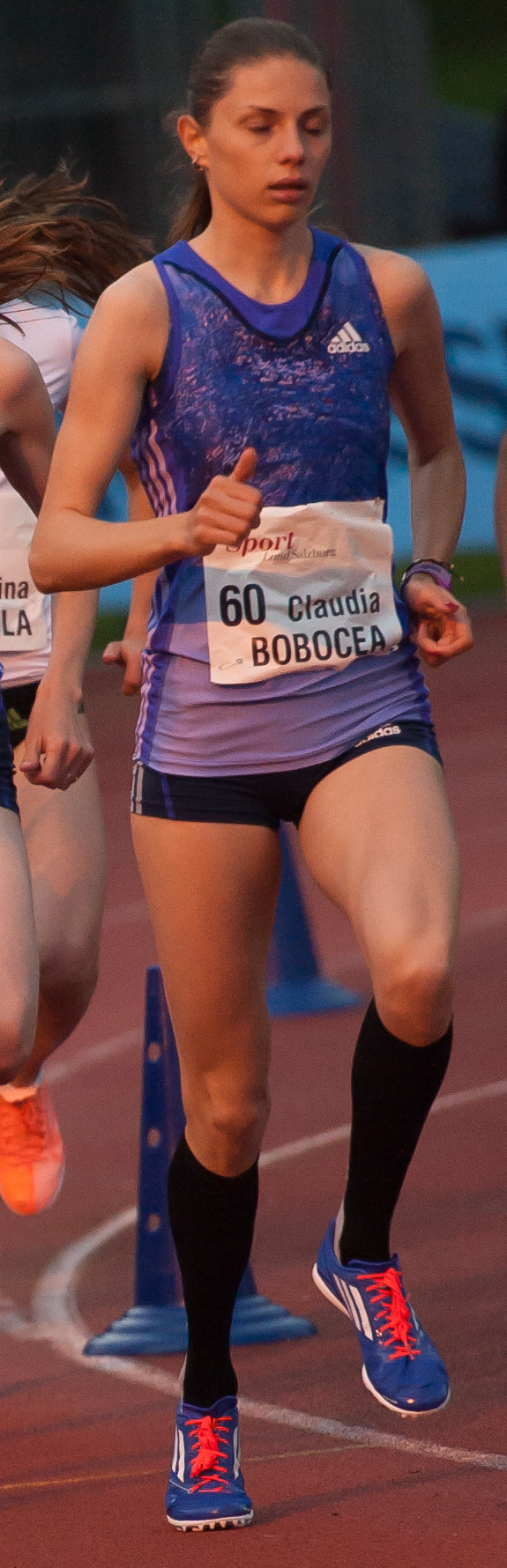
Claudia Bobocea Rang zehn in 4:11,20 min
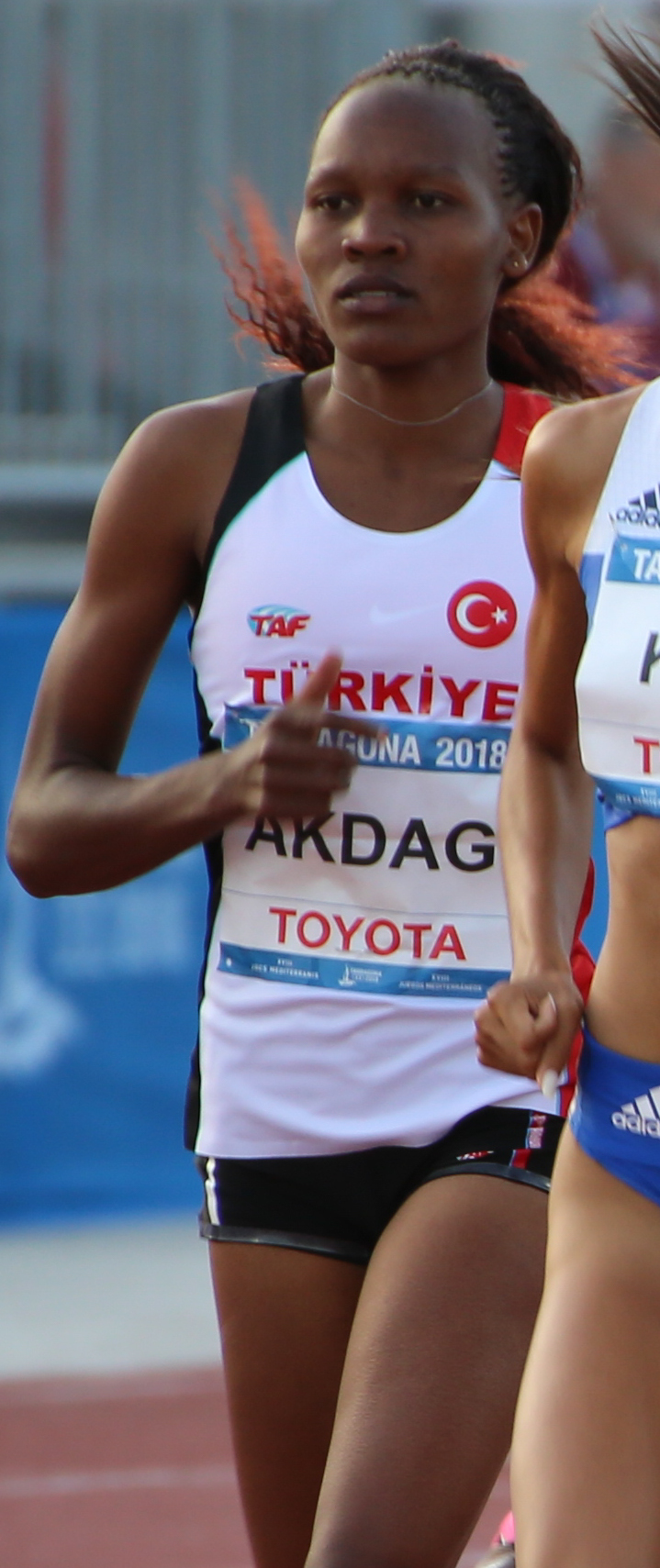
Meryem Akdağ Rang elf in 4:12,51 min
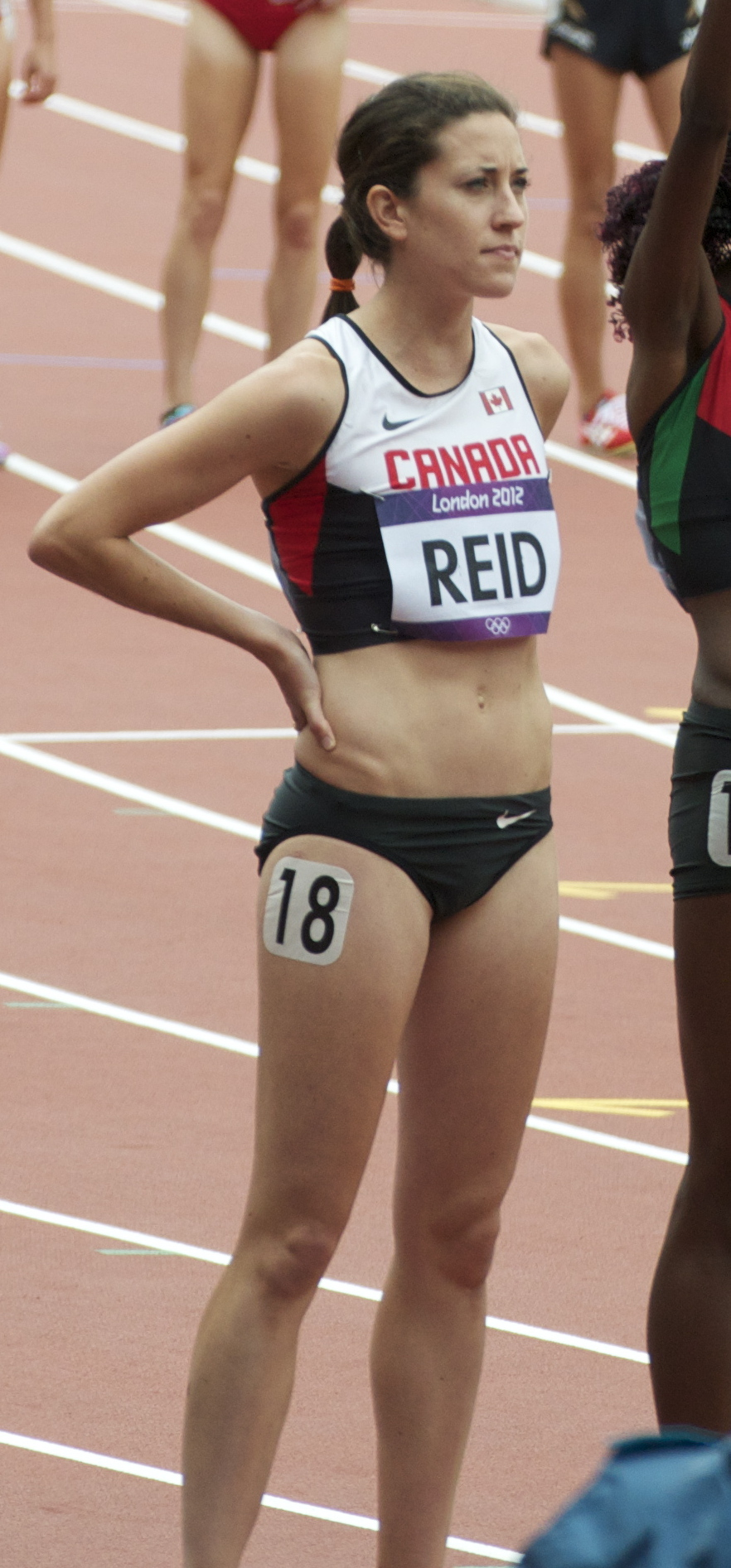
Sheila Reid Rang zwölf in 4:13,12 min
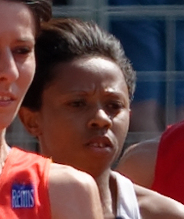
Eliane Saholinirina Rang fünfzehn in 4:23,56 min

### Lauf 3

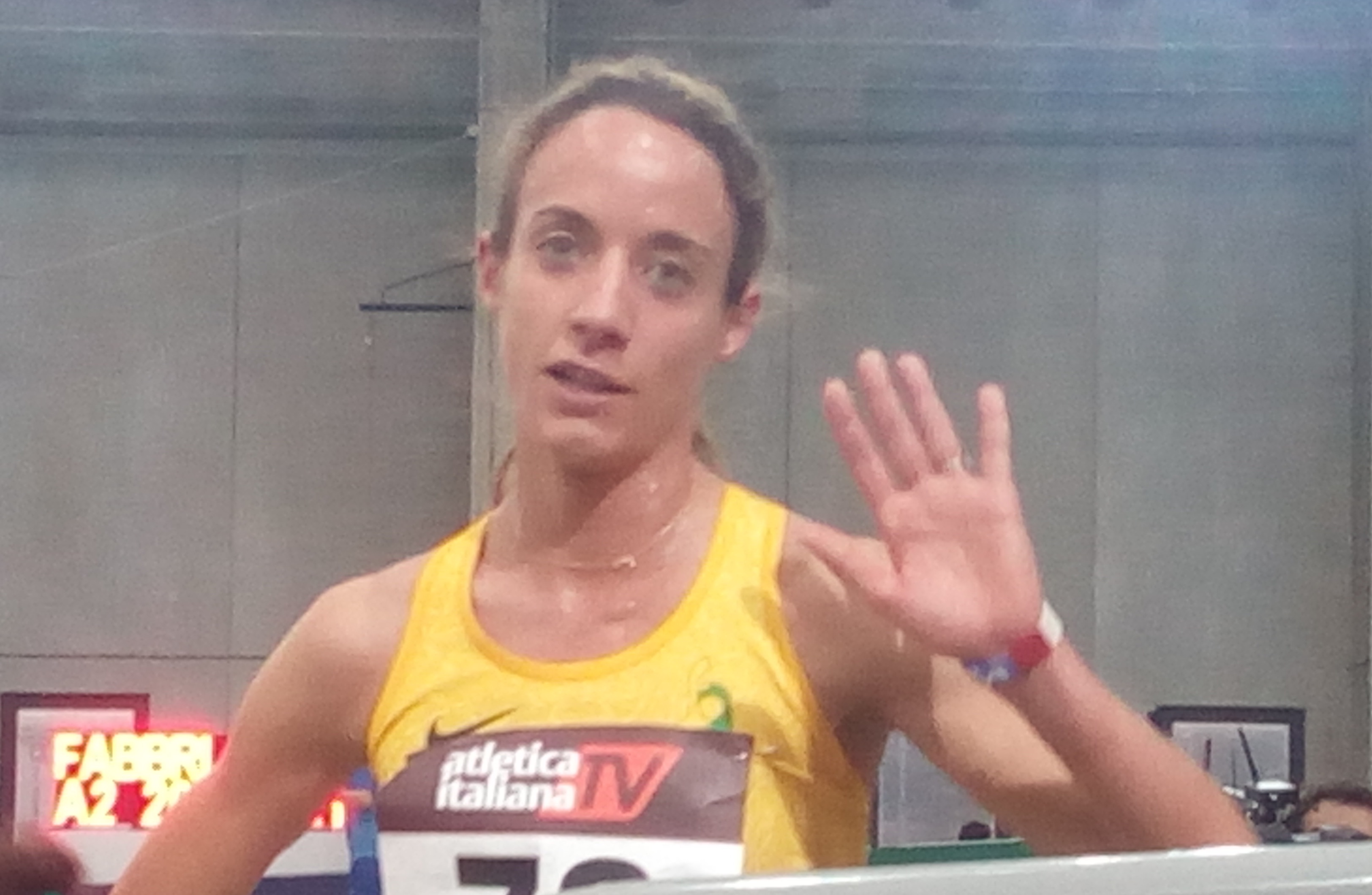
Margherita Magnani – ausgeschieden als Zwölfte in 4:09,15 min
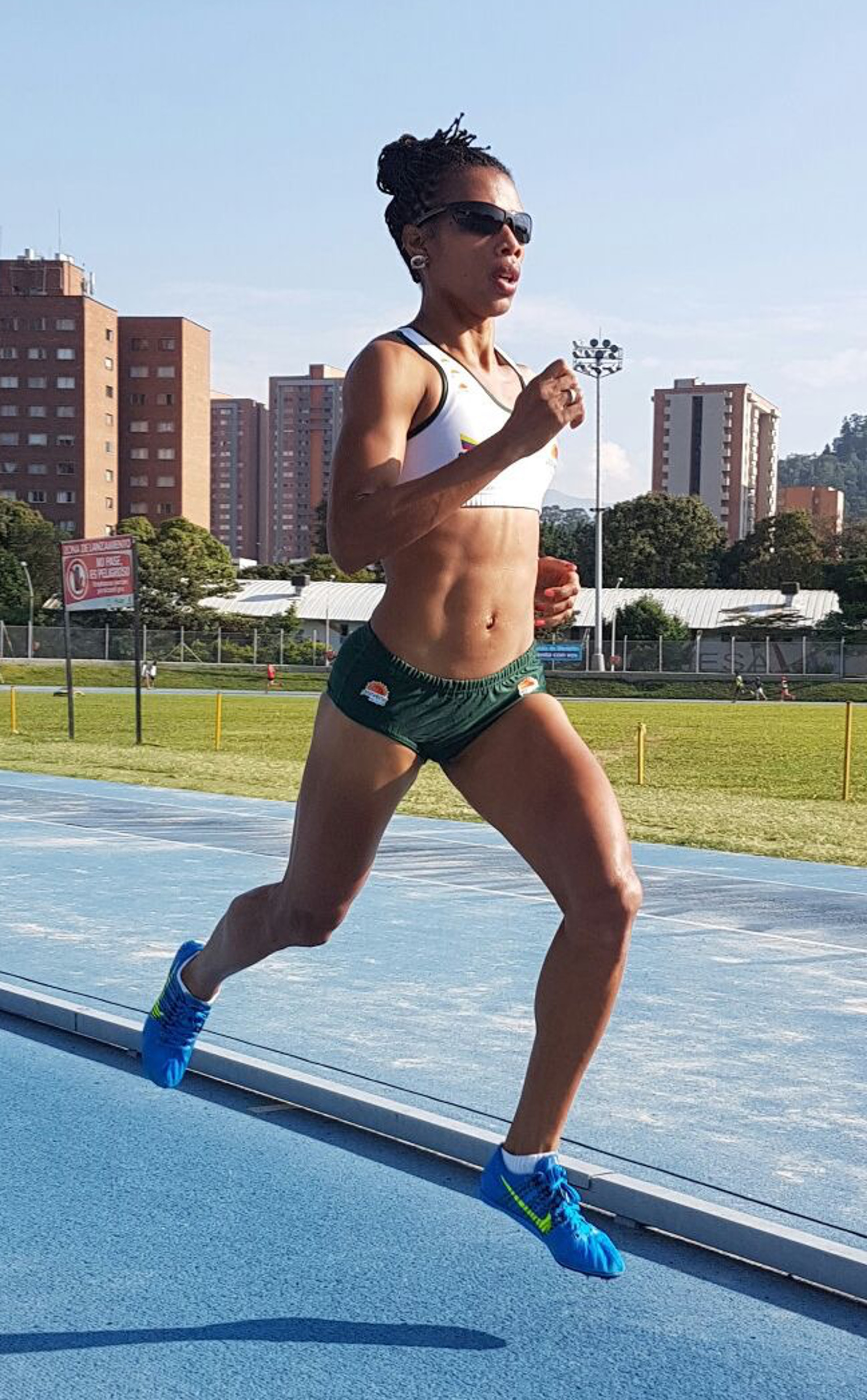
Muriel Coneo – ausgeschieden als Dreizehnte in 4:11,98 min

4. August 2017, August 2017 20:01 Uhr Ortszeit (21:01 Uhr MESZ)
| Platz | Name                    | Land                 | Zeit (min) | Anmerkung                 |
| ----- | ----------------------- | -------------------- | ---------- | ------------------------- |
| 1     | Faith Kipyegon          | Kenia                | 4:03,09    |                           |
| 2     | Meraf Bahta             | Schweden             | 4:03,23    |                           |
| 3     | Sofia Ennaoui           | Polen                | 4:03,35 SB |                           |
| 4     | Laura Weightman         | Großbritannien       | 4:03,50    |                           |
| 5     | Besu Sado               | Äthiopien            | 4:03,55    |                           |
| 6     | Konstanze Klosterhalfen | Deutschland          | 4:03,60    |                           |
| 7     | Gabriela Stafford       | Kanada               | 4:04,55 PB |                           |
| 8     | Sara Vaughn             | USA                  | 4:04,56 PB |                           |
| 9     | Sarah McDonald          | Großbritannien       | 4:05,48 PB |                           |
| 10    | Solange Pereira         | Spanien              | 4:06,63    |                           |
| 11    | Georgia Griffith        | Australien           | 4:08,99    |                           |
| 12    | Margherita Magnani      | Italien              | 4:09,15    |                           |
| 13    | Muriel Coneo            | Kolumbien            | 4:11,98 SB |                           |
| 14    | Tamara Armoush          | Jordanien            | 4:21,81    |                           |
| 15    | Anjelina Lohalith       | Athlete Refugee Team | 4:33,54 PB | Athletin aus dem Südsudan |

## Halbfinale
Aus den beiden Halbfinalläufen qualifizierten sich die jeweils fünf Ersten jedes Laufes – hellblau unterlegt – und zusätzlich die beiden Zeitschnellsten – hellgrün unterlegt – für das Halbfinale.

### Lauf 1
5. August 2017, 19:35 Uhr Ortszeit (20:35 Uhr MESZ)
| Platz | Name              | Land           | Zeit (min) |
| ----- | ----------------- | -------------- | ---------- |
| 1     | Faith Kipyegon    | Kenia          | 4:03,54    |
| 2     | Laura Muir        | Großbritannien | 4:03,64    |
| 3     | Caster Semenya    | Südafrika      | 4:03,80    |
| 4     | Angelika Cichocka | Polen          | 4:03,96    |
| 5     | Hanna Klein       | Deutschland    | 4:04,45    |
| 6     | Genzebe Dibaba    | Äthiopien      | 4:05,33    |
| 7     | Rababe Arafi      | Marokko        | 4:05,75    |
| 8     | Zoe Buckman       | Australien     | 4:05,93    |
| 9     | Nicole Sifuentes  | Kanada         | 4:07,92    |
| 10    | Jessica Judd      | Großbritannien | 4:10,14    |
| 11    | Kate Grace        | USA            | 4:16,70    |
| 12    | Gudaf Tsegay      | Äthiopien      | 4:22,01    |

Im ersten Halbfinale ausgeschiedene Läuferinnen:

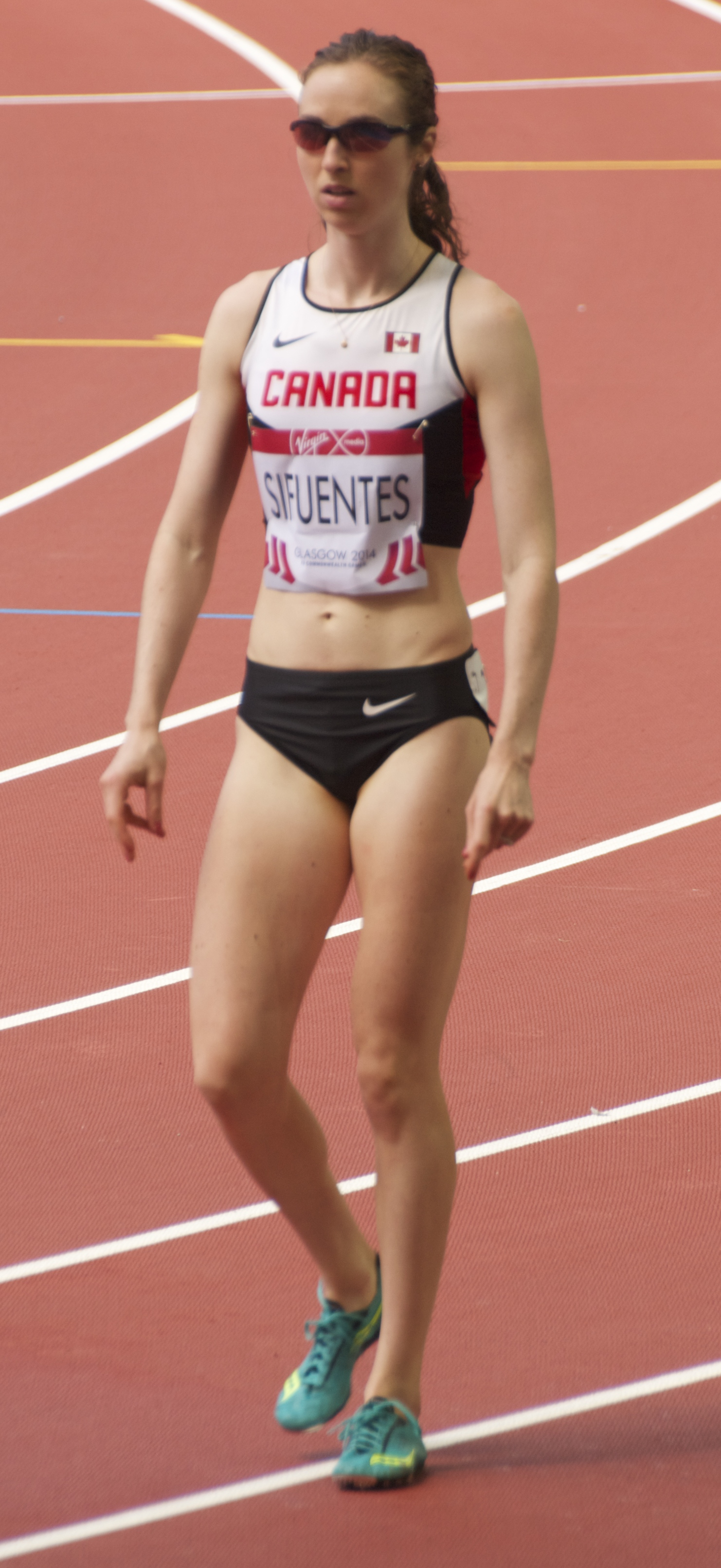
Nicole Sifuentes Rang neun in 4:07,92 min
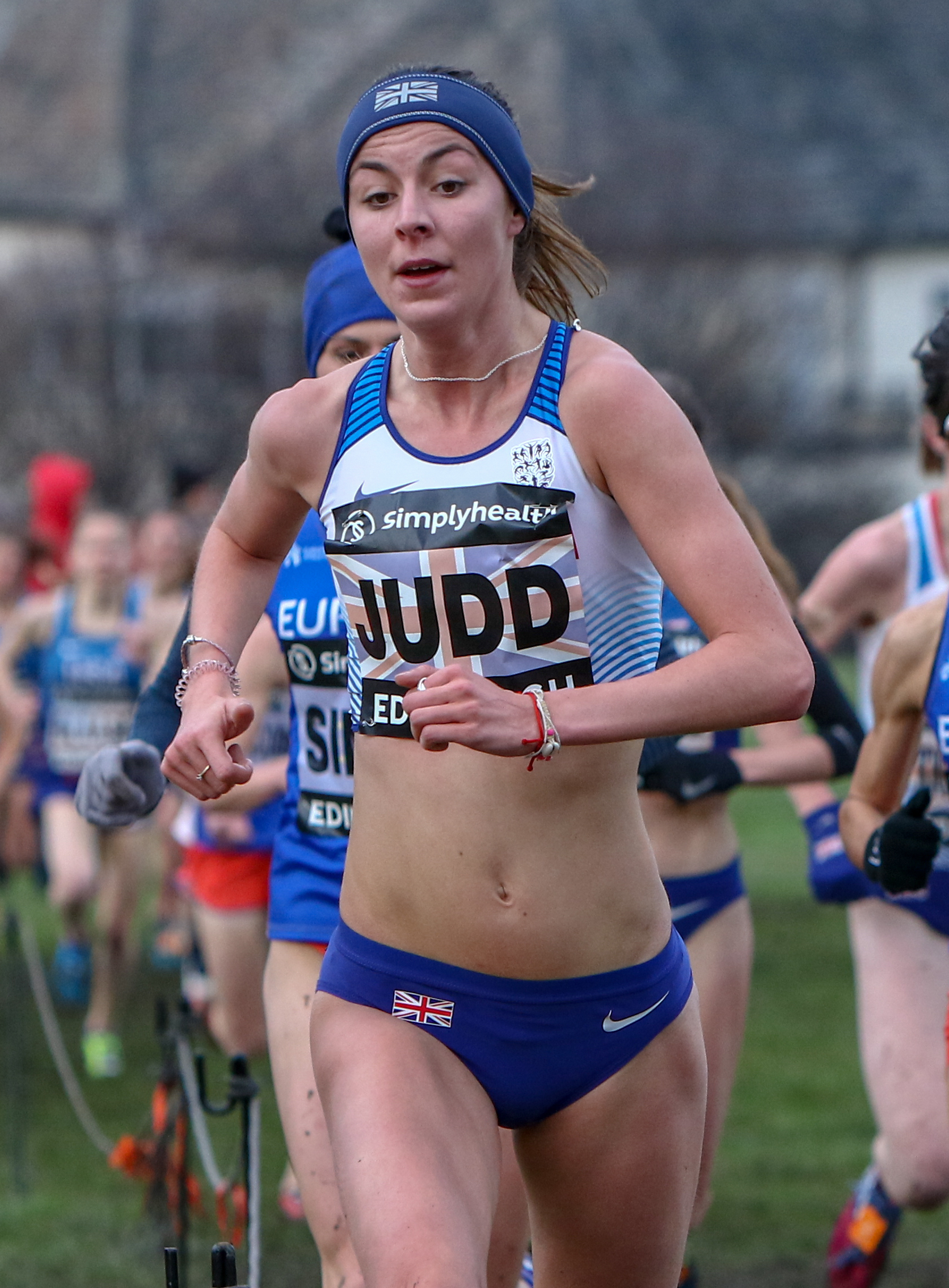
Jessica Judd Rang zehn in 4:10,14 min
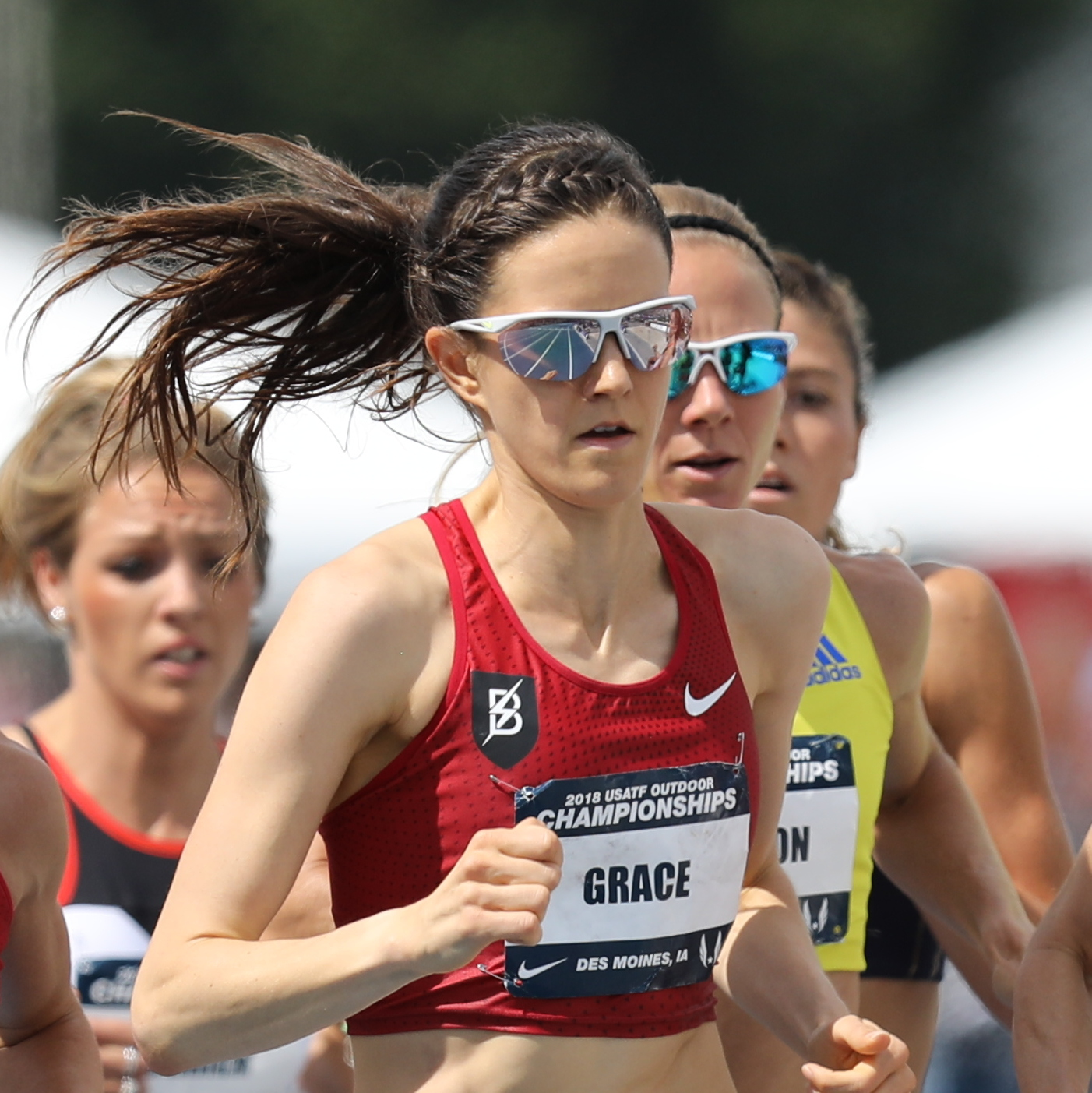
Kate Grace Rang elf in 4:16,70 min
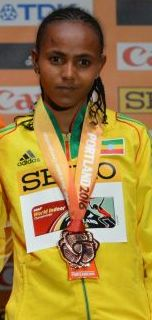
Gudaf Tsegay Rang zwölf in 4:22,01 min

### Lauf 2
5. August 2017, 19:47 Uhr Ortszeit (20:47 Uhr MESZ)
| Platz | Name                    | Land           | Zeit (min) |
| ----- | ----------------------- | -------------- | ---------- |
| 1     | Sifan Hassan            | Niederlande    | 4:03,77    |
| 2     | Meraf Bahta             | Schweden       | 4:04,04    |
| 3     | Jenny Simpson           | USA            | 4:05,40    |
| 4     | Jenny Simpson           | USA            | 4:05,40    |
| 5     | Malika Akkaoui          | Marokko        | 4:05,73    |
| 6     | Sofia Ennaoui           | Polen          | 4:05,80    |
| 7     | Winny Chebet            | Kenia          | 4:06,29    |
| 8     | Konstanze Klosterhalfen | Deutschland    | 4:06,58    |
| 9     | Sarah McDonald          | Großbritannien | 4:06,73    |
| 10    | Sara Vaughn             | USA            | 4:06,83    |
| 11    | Besu Sado               | Äthiopien      | 4:07,65    |
| 12    | Gabriela Stafford       | Kanada         | 4:08,51    |

Im zweiten Halbfinale ausgeschiedene Läuferinnen:
- Sofia Ennaoui
Rang sechs in 4:05,80 min
- Winny Chebet
Rang sieben in 4:06,29 min
- Konstanze Klosterhalfen
Rang acht in 4:06,58 min, nachdem sie versucht hatte, die Qualifikation von der Spitze her zu schaffen
- Sara Vaughn (rot-blaues Trikot, dunkle Sonnenbrille)
Rang zehn in 4:06,83 min

## Finale

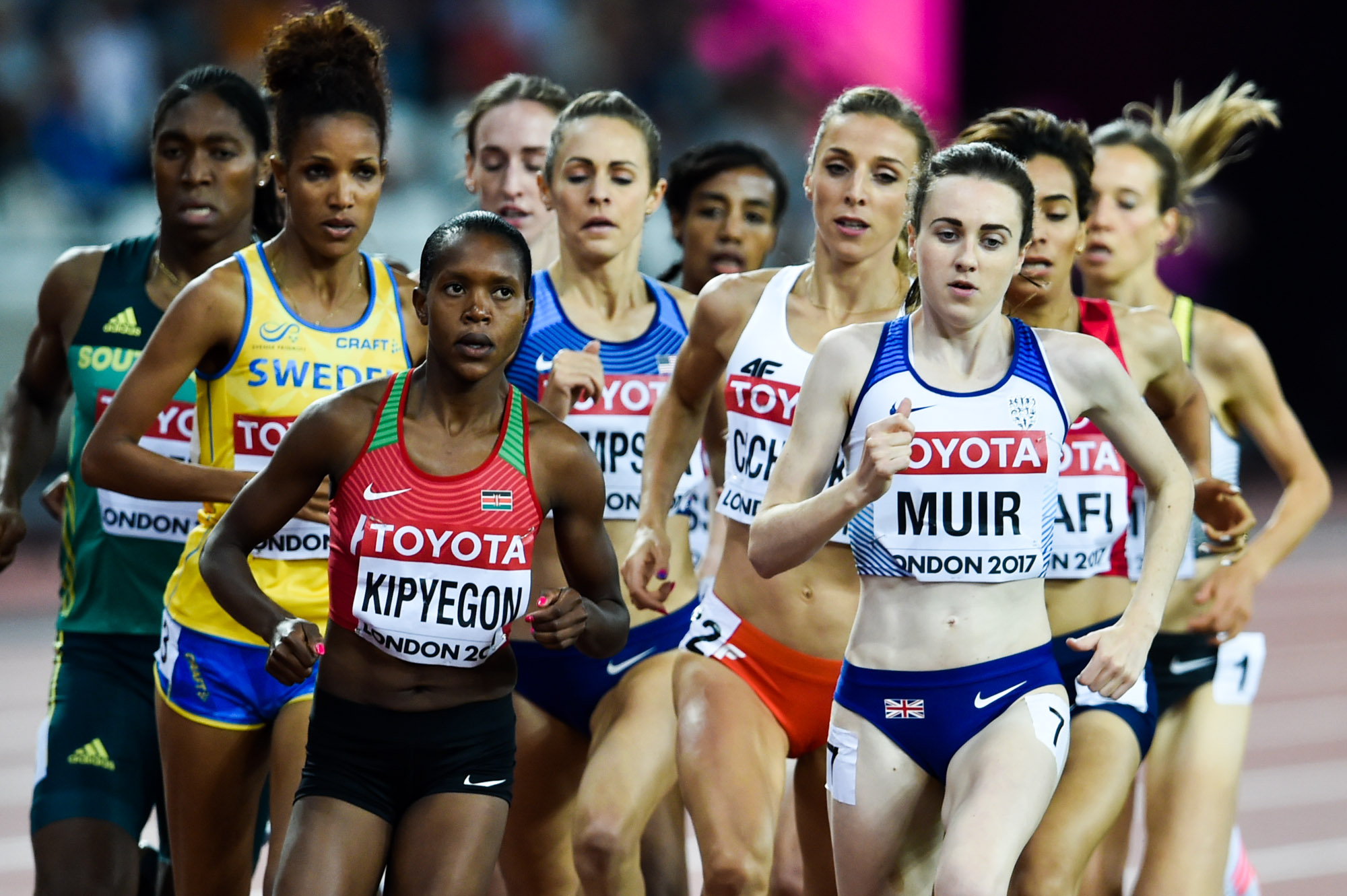
Die Läuferinnen im
1500-Meter-Finale

7. August 2017, 21:50 Uhr Ortszeit (22:50 Uhr MESZ)
Eine eindeutige Favoritin gab es in diesem erlesenen Feld nicht. Zum engsten Kreis der Medaillenanwärterinnen gehörten die Olympiasiegerin von 2016 und Vizeweltmeisterin von 2015 Faith Kipyegon aus Kenia, die äthiopische Titelverteidigerin, Olympiazweite von 2016 und Weltrekordlerin Genzebe Dibaba, die US-Amerikanerin Jennifer Simpson als Olympiadritte von 2016 und Vizeweltmeisterin von 2013, die niederländische WM-Dritte von 2015, Europameisterin von 2014 und Vizeeuropameisterin von 2016 Sifan Hassan sowie die Südafrikanerin Caster Semenya, die vor allem als 800-Meter-Läuferin große Erfolge aufzuweisen hatte, hier in London bereits Weltmeisterin auf dieser Distanz.
Über eine lange Phase bestimmte die Britin Laura Muir das Tempo. Die erste Runde wurde mit 1:05,34 min noch ziemlich zügig absolviert, die zweite war mit 1:11,77 min allerdings deutlich langsamer. Auf den letzten vierhundert Metern wurde es dann wieder schneller. Schon der Abschnitt zwischen 800 und 1200 Metern war mit 1:01,82 min richtig temporeich. Dreihundert Meter vor dem Ziel zu Beginn der Gegengeraden führte Hassan, die ihre Chance mit einem langgezogenen Spurt suchte. Das Feld riss nun weit auseinander. Hassan lag auch zu Beginn der Zielgeraden noch an der Spitze. Ihr folgte Kipyegon. Muir kämpfte um den Anschluss an das Führungsduo, musste aber eine kleine Lücke zulassen. Mit zwei Metern Abstand zu ihr lag Simpson auf Platz vier vor der Schwedin Meraf Bahta, der allerdings jetzt die Kräfte ausgingen.
Nun kam die Attacke der Olympiasiegerin. Faith Kipyegon zog an Hassan vorbei und wurde mit deutlichem Vorsprung neue Weltmeisterin. Dahinter veränderte sich noch einmal alles. Jenny Simpson zog innen an der nachlassenden Hassan vorbei und errang die Silbermedaille. Von weiter hinten erspurtete die 800-Meter-Weltmeisterin Caster Semenya mit Bronze auch auf der längeren Distanz eine Medaille. Sifan Hassans Tempoarbeit auf den letzten dreihundert Metern wurde nicht belohnt, um 37 Hundertstelsekunden geschlagen belegte sie am Ende Rang fünf hinter Laura Muir, die mit nur sieben Hundertstelsekunden Rückstand auf Semenya Vierte wurde. Laura Weightman, ebenfalls aus Großbritannien kam auf den sechsten Platz vor der amtierenden Europameisterin Angelika Cichocka aus Polen und der Marokkanerin Rababe Arafi.
| Platz | Athletin          | Land           | Zeit (min) |
| ----- | ----------------- | -------------- | ---------- |
|       | Faith Kipyegon    | Kenia          | 4:02,59    |
|       | Jenny Simpson     | USA            | 4:02,76    |
|       | Caster Semenya    | Südafrika      | 4:02,90    |
| 04    | Laura Muir        | Großbritannien | 4:02,97    |
| 05    | Sifan Hassan      | Niederlande    | 4:03,34    |
| 06    | Laura Weightman   | Großbritannien | 4:04,11    |
| 07    | Angelika Cichocka | Polen          | 4:04,16    |
| 08    | Rababe Arafi      | Marokko        | 4:04,35    |
| 09    | Meraf Bahta       | Schweden       | 4:04,76    |
| 10    | Malika Akkaoui    | Marokko        | 4:05,87    |
| 11    | Hanna Klein       | Deutschland    | 4:06,22    |
| 12    | Genzebe Dibaba    | Äthiopien      | 4:06,72    |

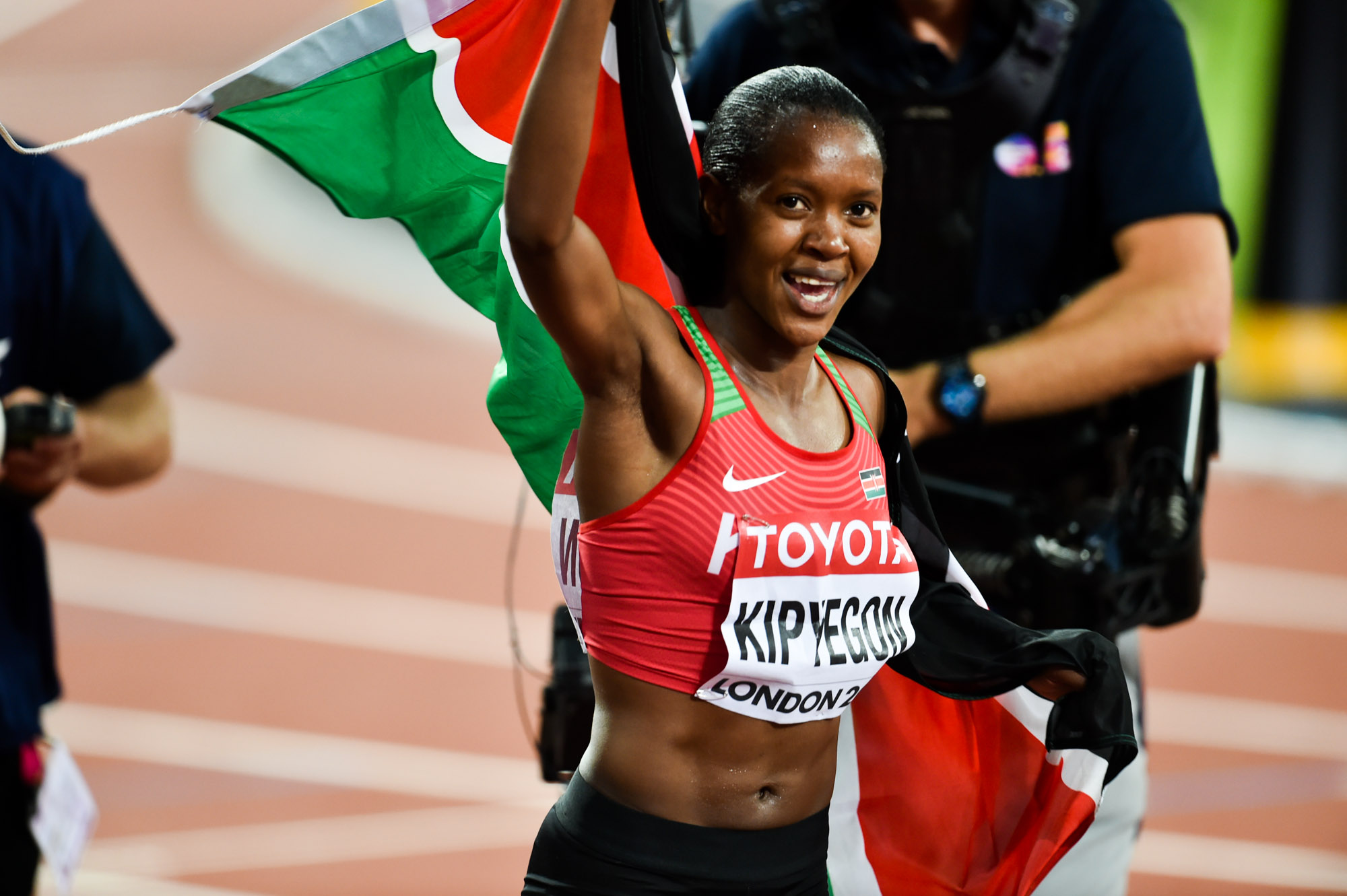
Weltmeisterin Faith Kipyegon
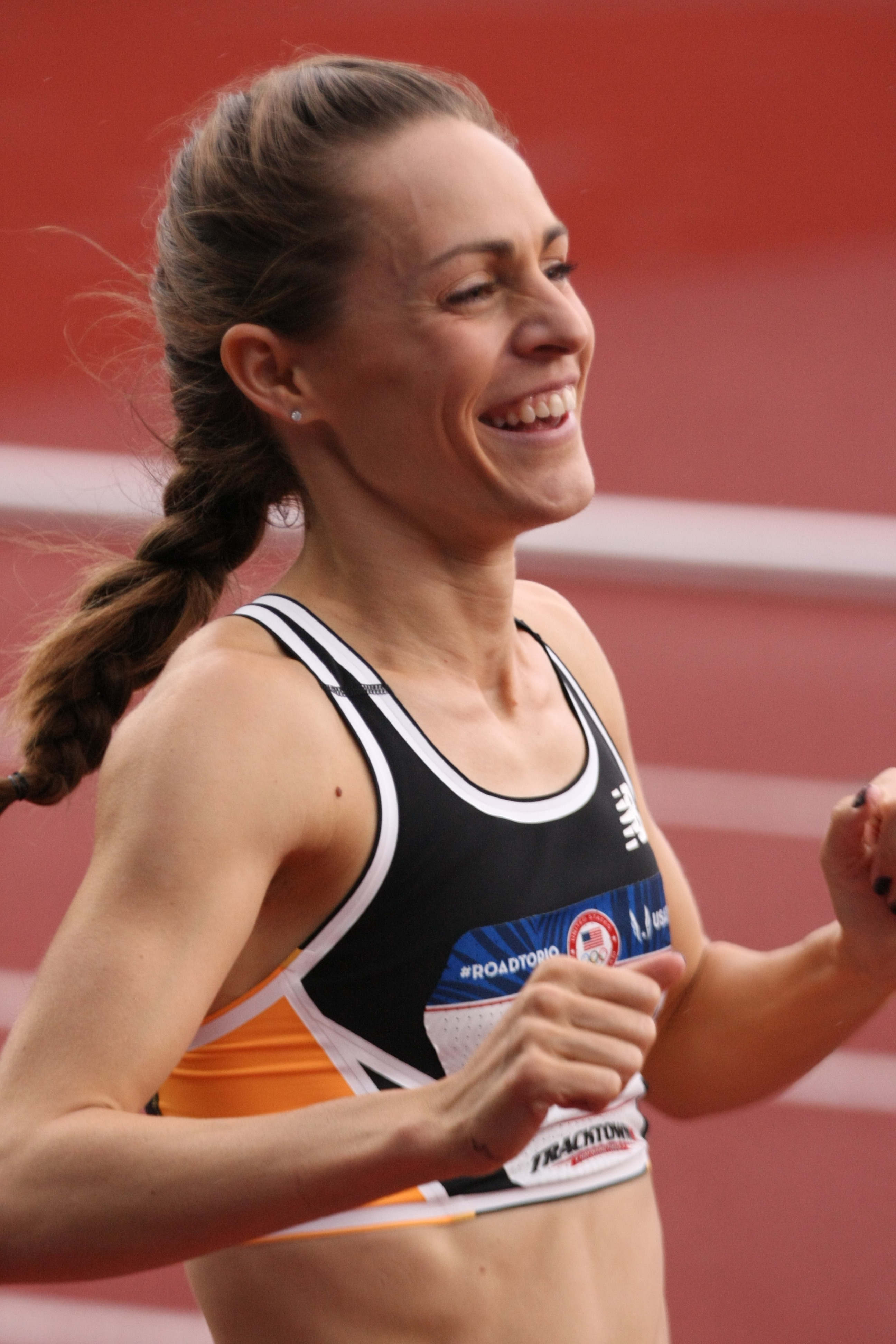
Vizeweltmeisterin Jennifer Simpson
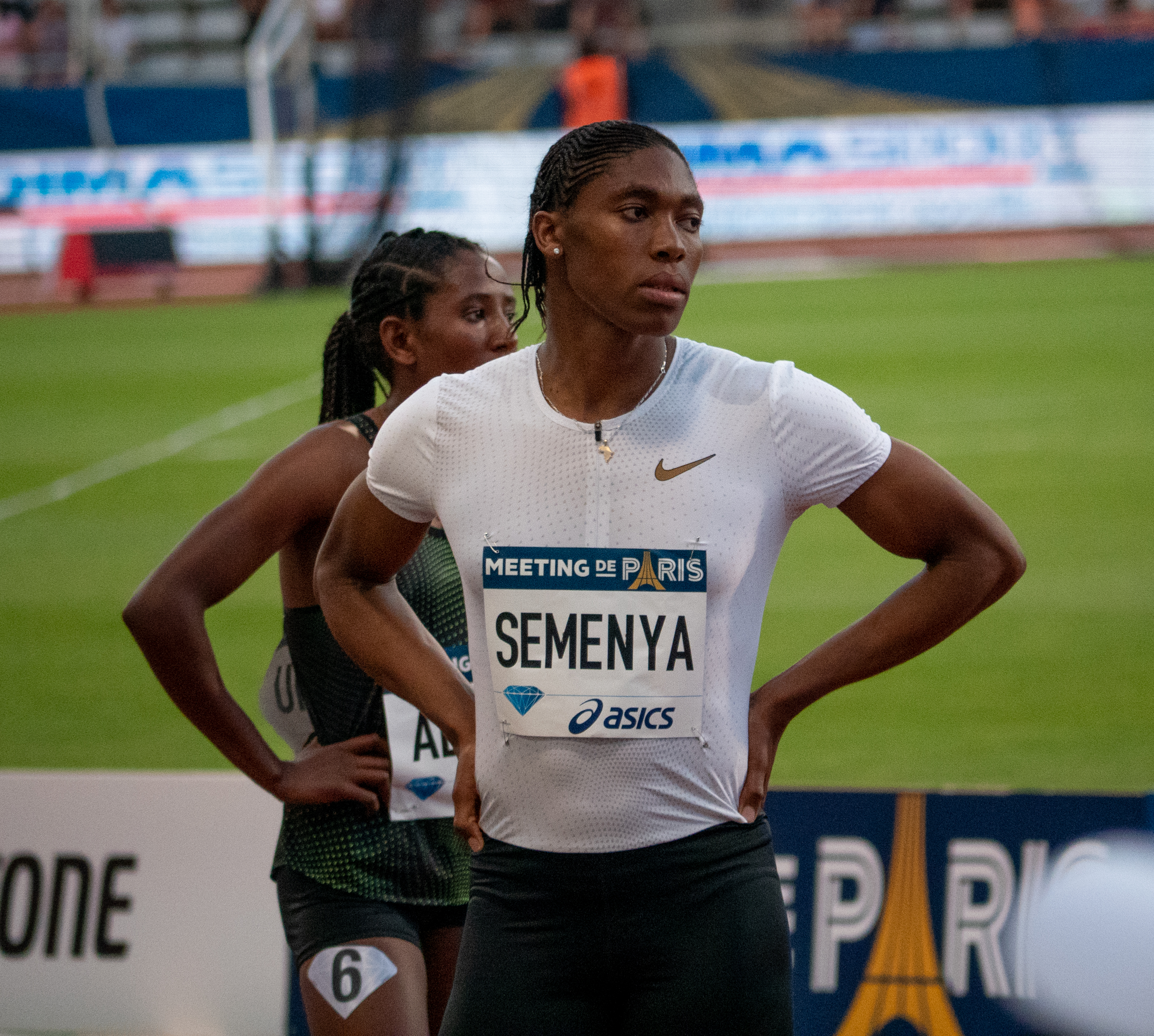
Bronzemedaillengewinnerin Caster Semenya

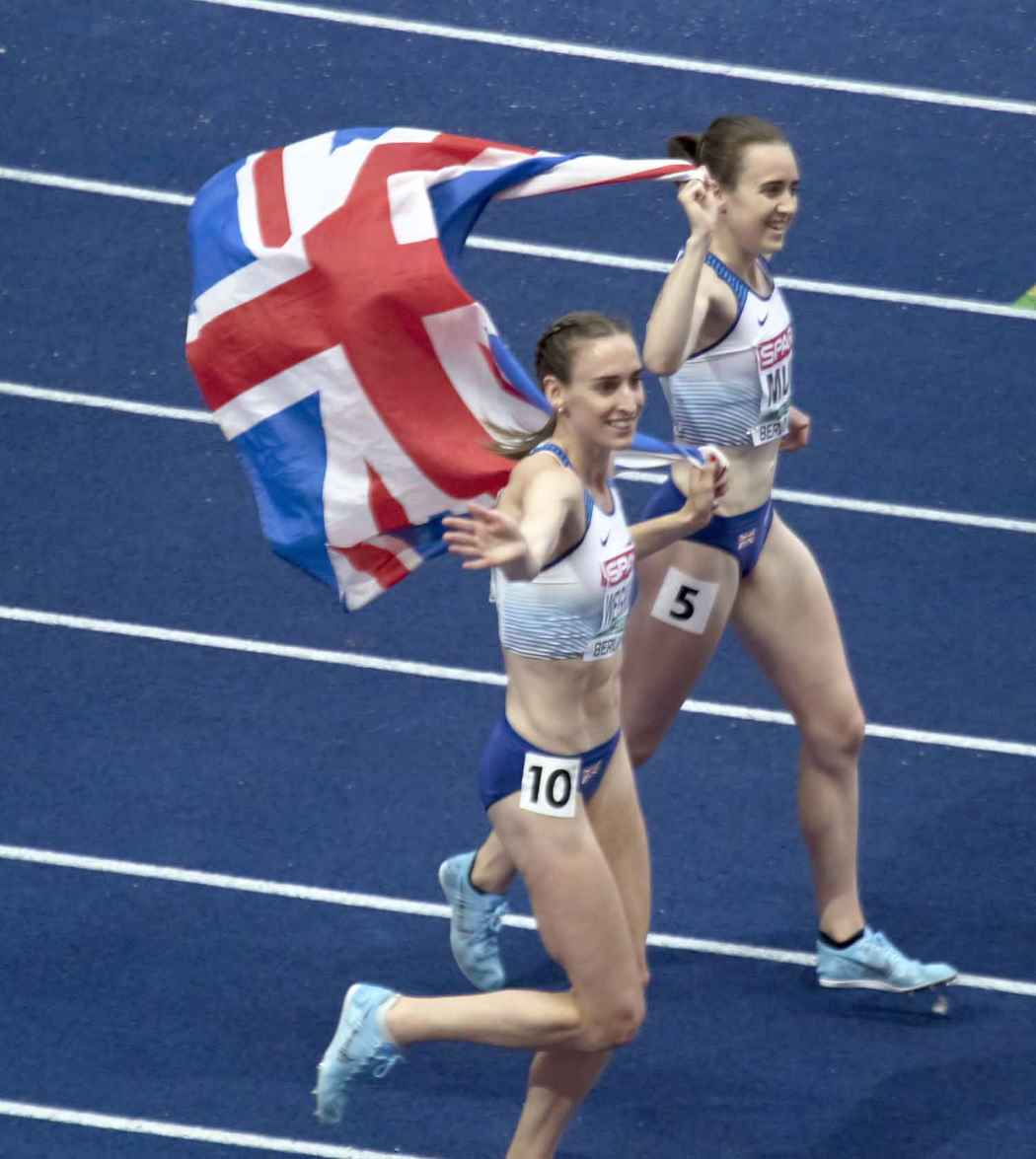
Die Britinnen Laura Muir (rechts, Nr. 5) – Rang vier – und Laura Weightman – Rang sechs – hier bei den Europameisterschaften 2018
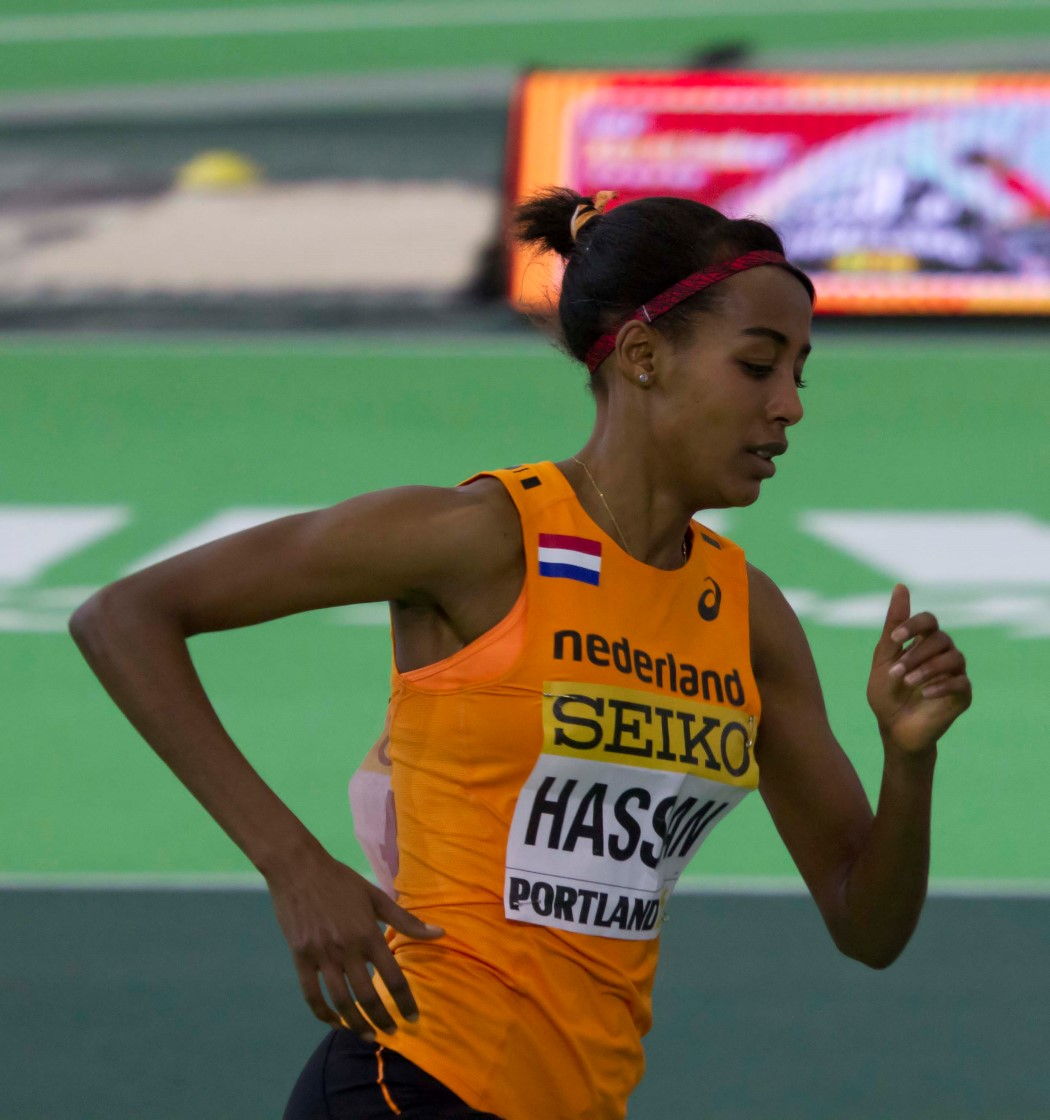
Die Europameisterin von 2014 Sifan Hassan belegte Rang fünf
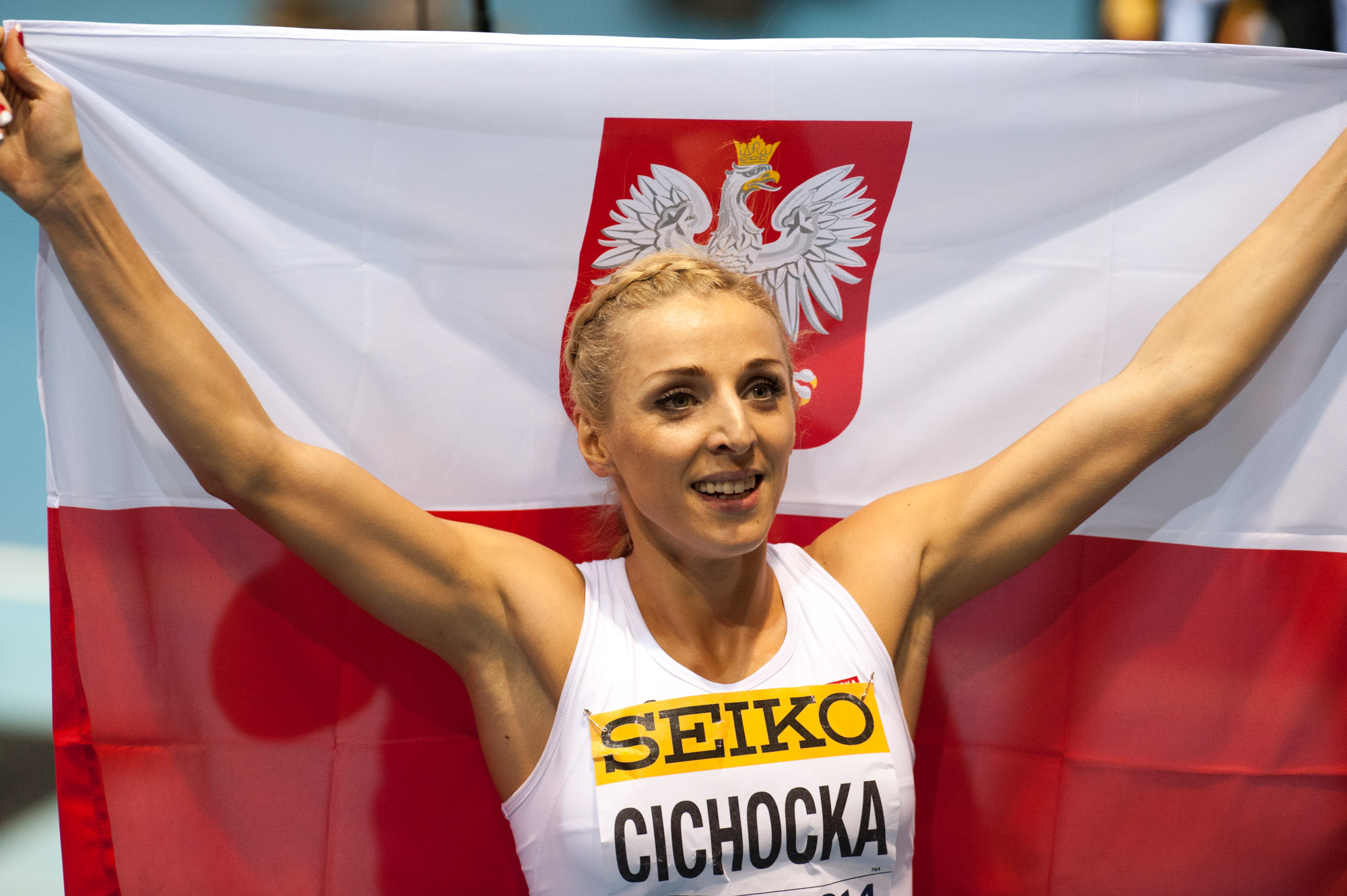
Die amtierende Europameisterin Angelika Cichocka kam auf den siebten Platz
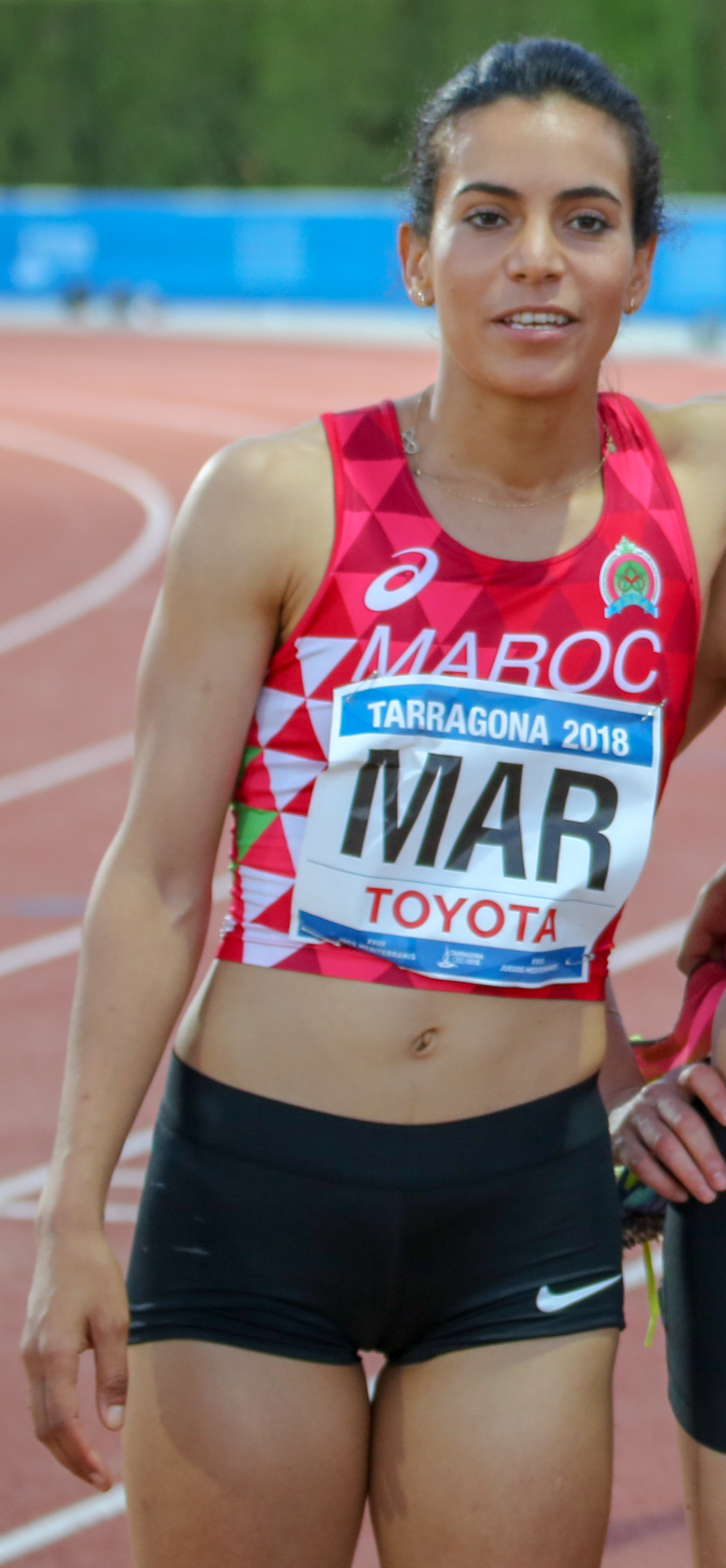
Rababe Arafi erreichte Rang acht
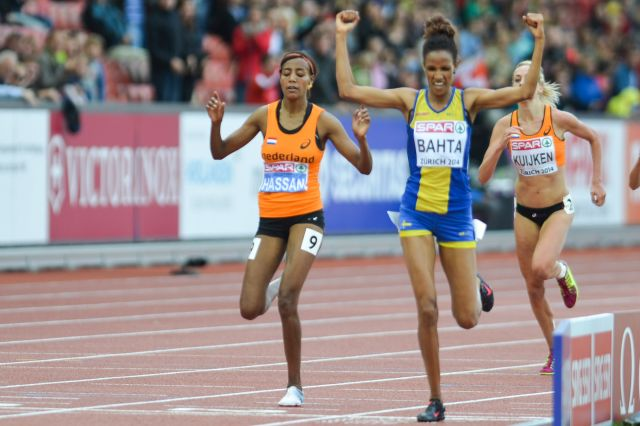
Meraf Bahta (Mitte) wurde Neunte
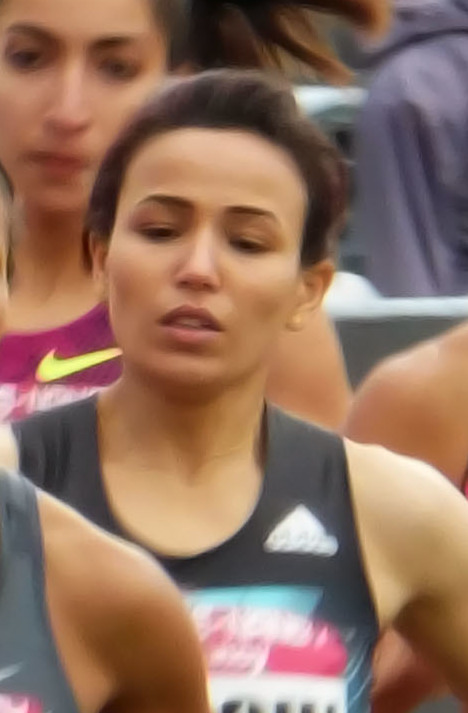
Malika Akkaoui belegte Rang zehn
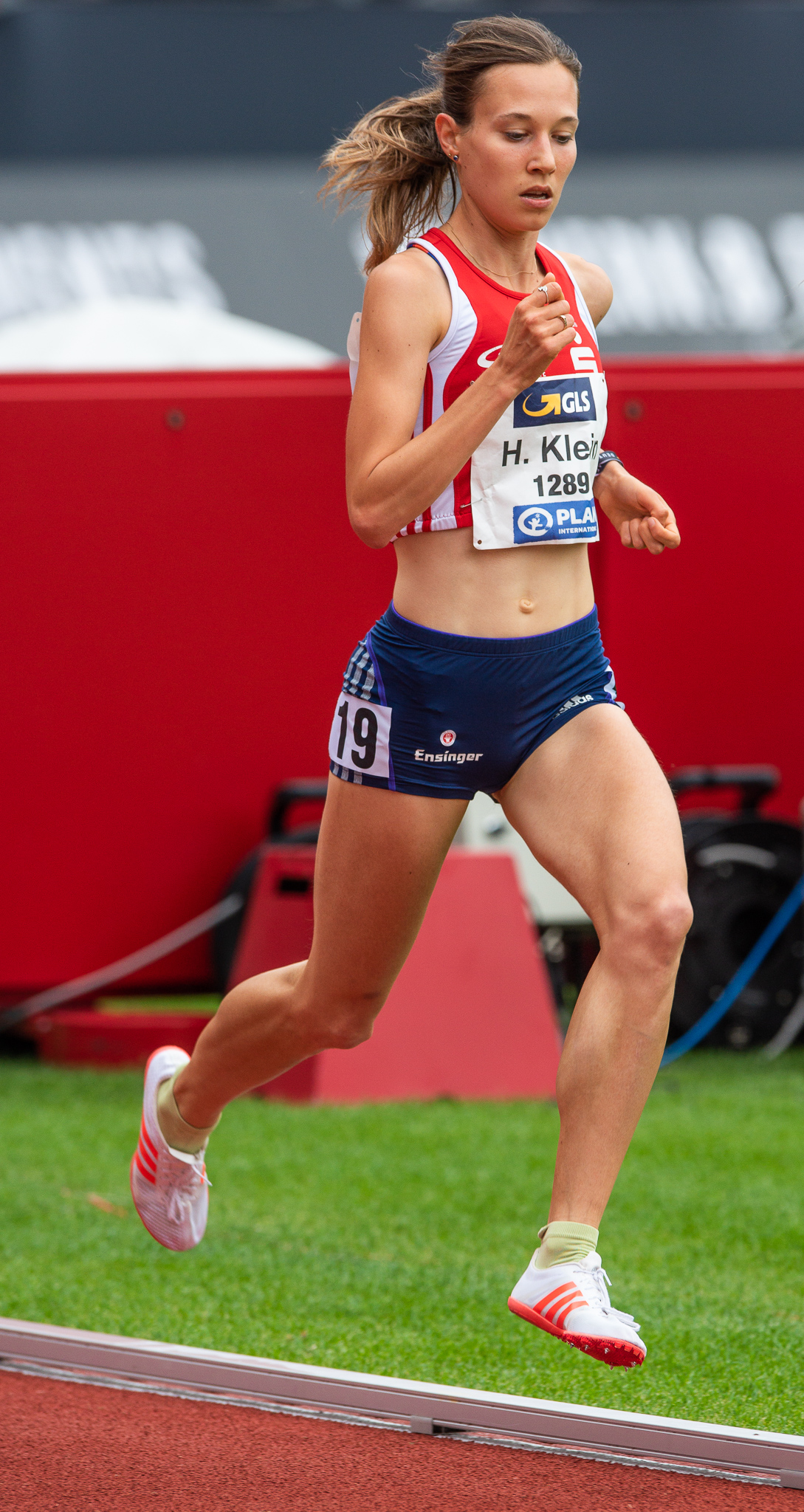
Hanna Klein kam auf Platz elf
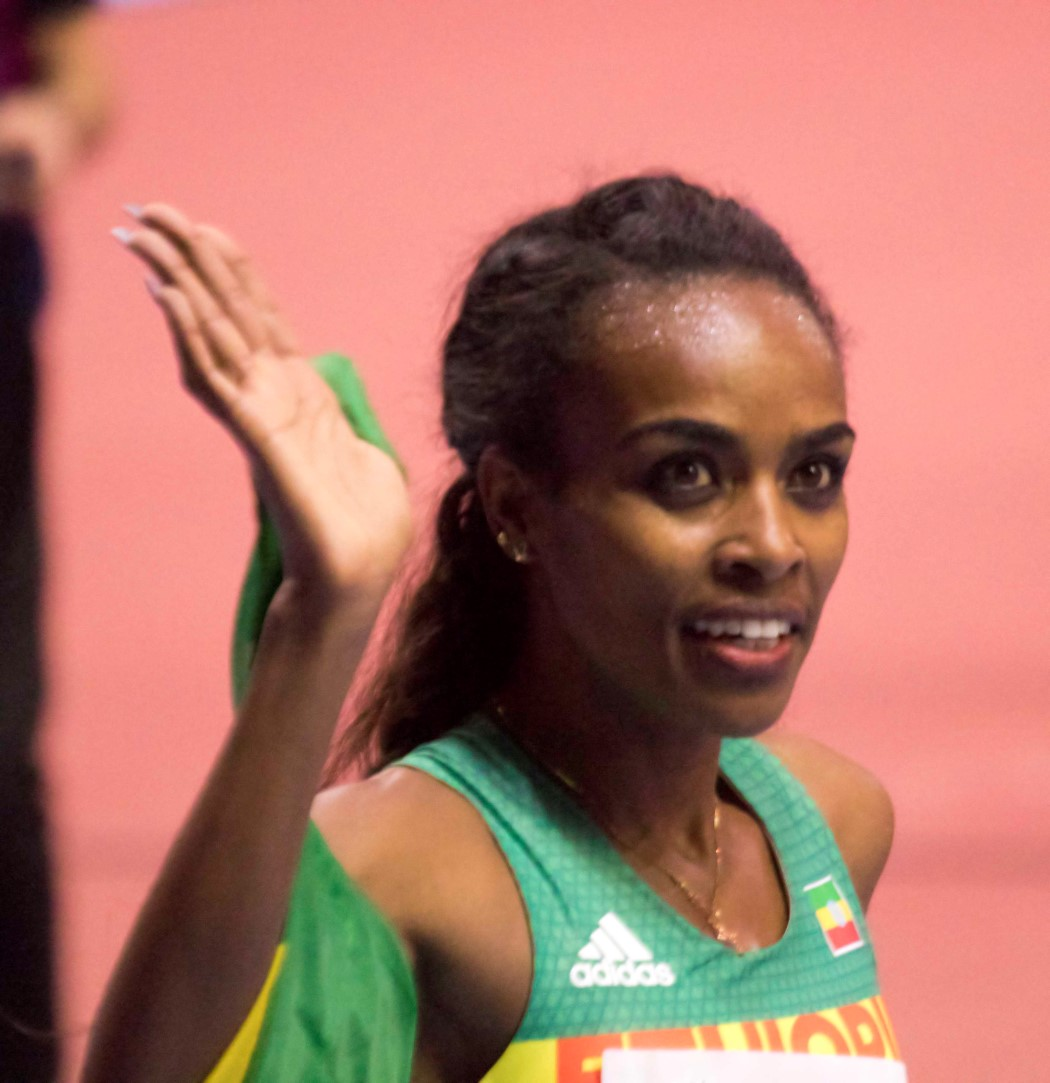
Titelverteidigerin Genzebe Dibaba musste sich hier mit Rang zwölf begnügen

## Video
- WCH London 2017 Highlights - 1500m - Women - Final - Kipyegon wins auf youtube.com, veröffentlicht am 8. August 2017, abgerufen am 4. März 2021